# 速霸陸BRAT
速霸陸BRAT（日语：スバル・BRAT）之車名來自「Bi-drive Recreational All-terrain Transporter」，為日本富士重工業於1978年至1993年間推出的二門多功能轎跑車或轎式皮卡貨車。此車款乃衍生自第二代Leone的4WD旅行車車型，專門外銷北美洲、歐洲、澳洲、紐西蘭等國家。

## 概要與歷史
1970年代日本製造的豐田Hilux、日產Datsun Truck、馬自達B系列、雪佛蘭LUV（實為五十鈴Faster）等皮卡貨車在北美洲、歐洲等地熱銷，於是1977年10月富士重工業以第二代Leone的4WD旅行車為基礎，車身後半部改成開放式車斗，但安裝了兩張朝後的塑膠座椅，名為速霸陸BRAT進軍美國市場。這是一種為了規避針對輕型卡車課徵25%進口稅的取巧手法，因為兩張安裝於車斗的塑膠座椅可讓BRAT申報成轎車，僅課徵2.5%的進口稅。初期的動力來源僅有一具1.6L水平對臥四缸OHV EA71型引擎，搭配四速手動排檔變速箱，後來才加入1.8L水平對臥四缸OHV EA81型引擎。
1978年 - 以速霸陸MV為車名，外銷至英國等歐洲國家。
1981年 - 6月適逢第二代Leone小改款，BRAT改以二門硬頂轎跑車為基礎修改，車頂是T型支架（T-top）崁合兩塊玻璃，原廠稱之為「光環雙車頂（（日語）ハローツインルーフ，（英文）halo twin roof）」。此外，改為五速手動排檔變速系統。
1983年 - 前、後保桿皆一體成形，前保桿並整合四顆頭燈、進氣壩。另新增1.8L水平對臥四缸OHV EA81T型渦輪增壓引擎，搭配三速自動排檔變速箱。在四輪驅動車型方面，後輪驅動用的分動箱（transfer case）採用全球首創的「電子控制油壓多板離合器（（日語）電子制御油圧多板クラッチ，（英文）Multi Plate Transfer，縮寫成MP-T）」機構。
1985年 - 開始以速霸陸Brumby為名銷往澳洲、紐西蘭等大洋洲國家，而銷往以色列等中東國家的版本名則為速霸陸Pickup。北美洲地區停售後，其餘地區仍持續外銷直到1993年為止。

### 趣聞
第40任美國總統羅納德·雷根曾擁有一輛BRAT，他將這輛車放在加州聖塔芭芭拉的私人農場使用。這輛車後來被妥善地保留下來，目前的擁有者為年輕美國基金會（Young America's Foundation）。

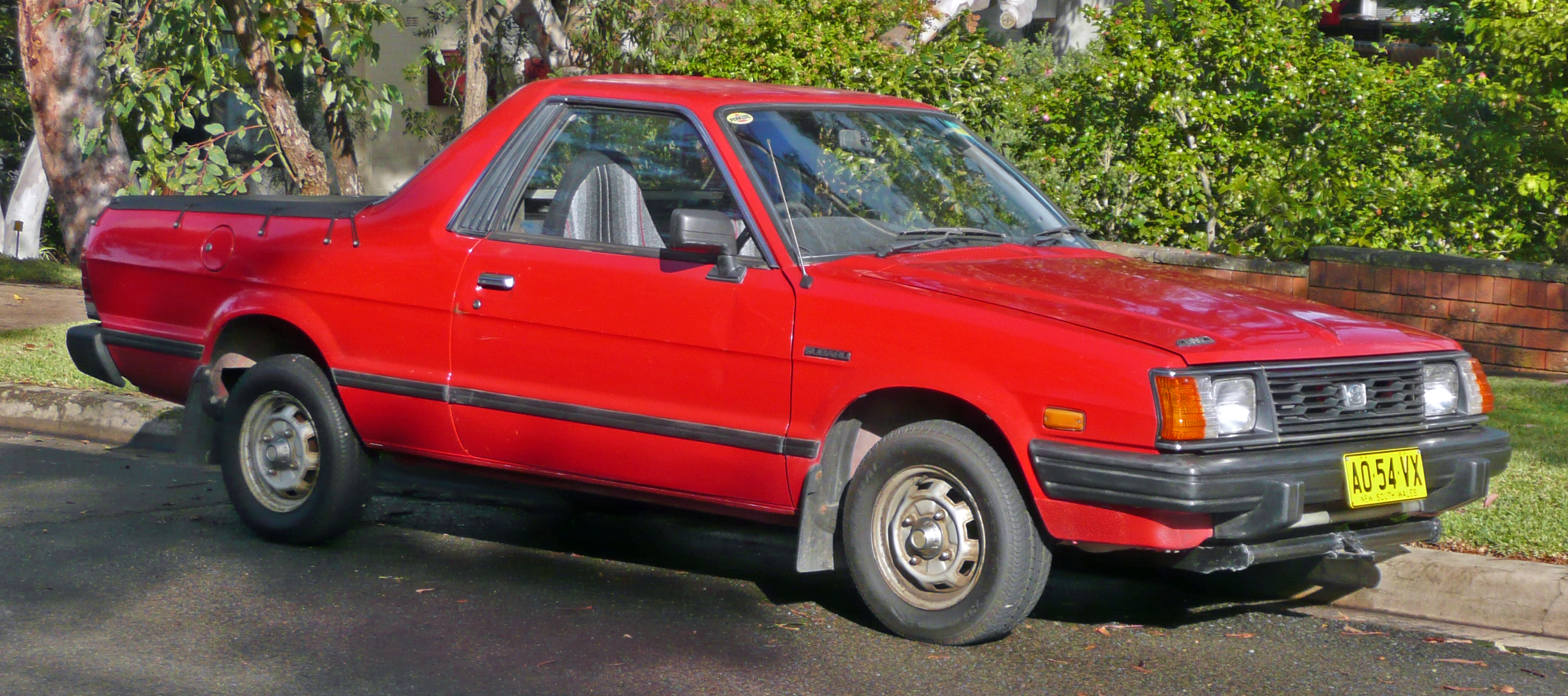
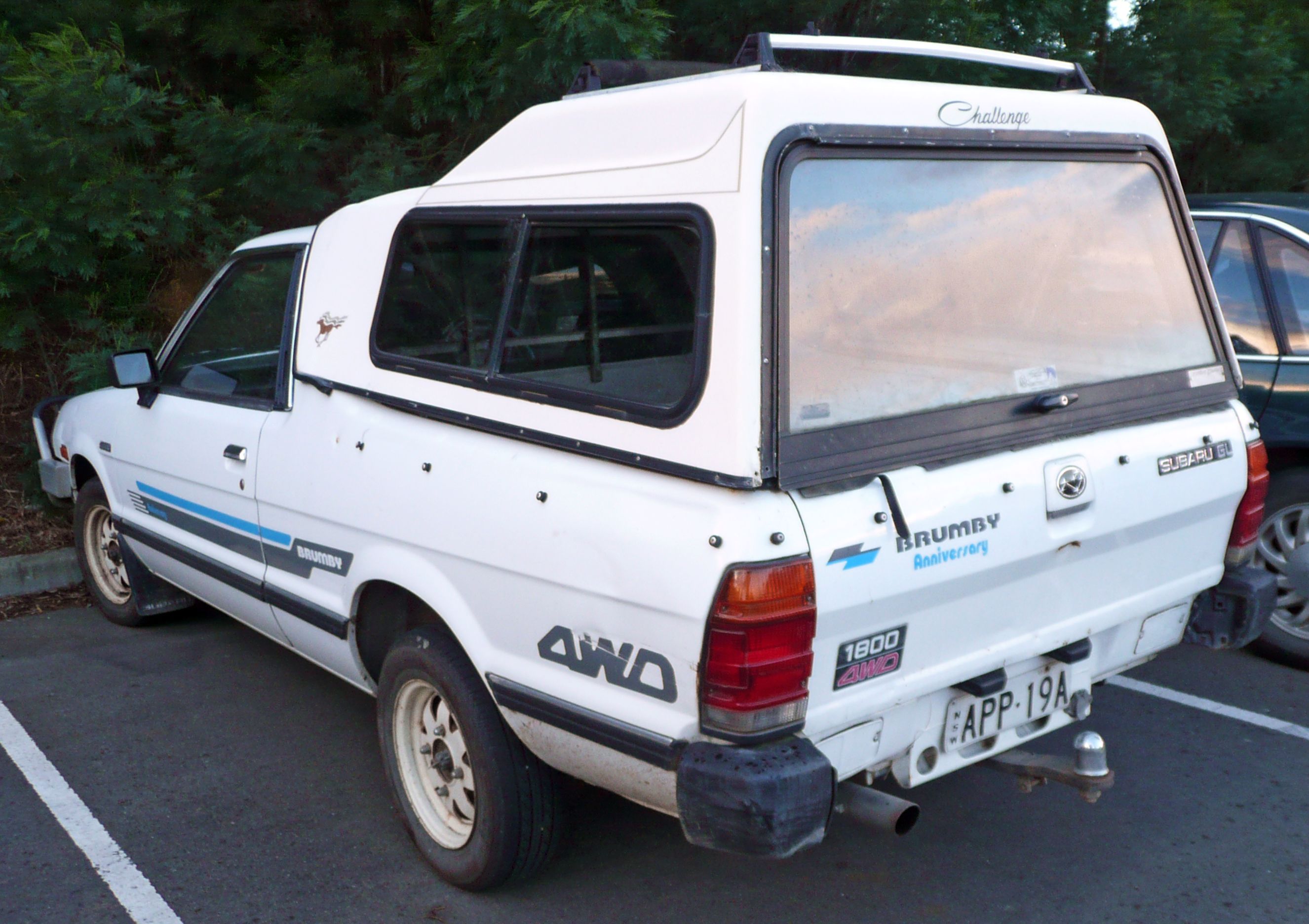
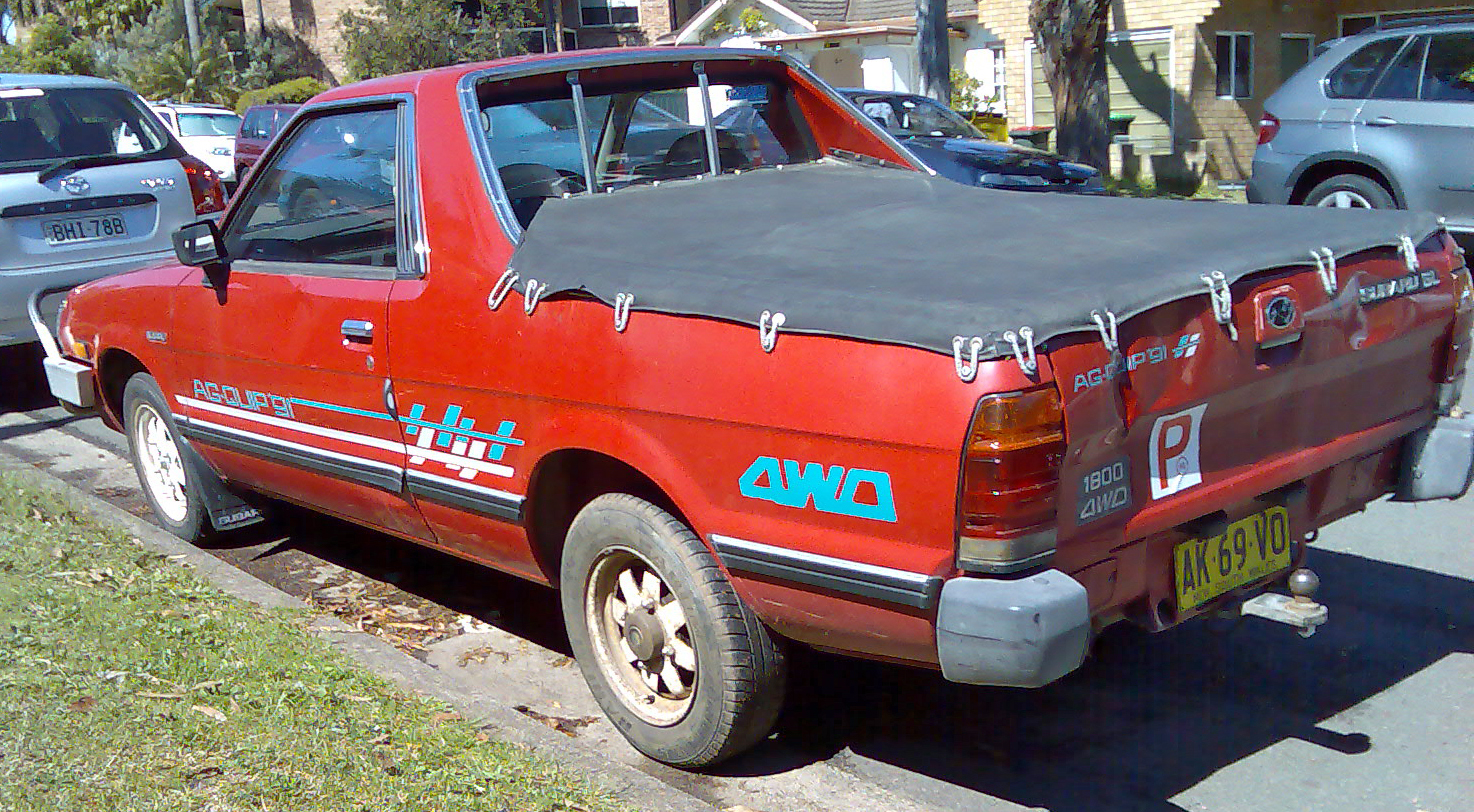
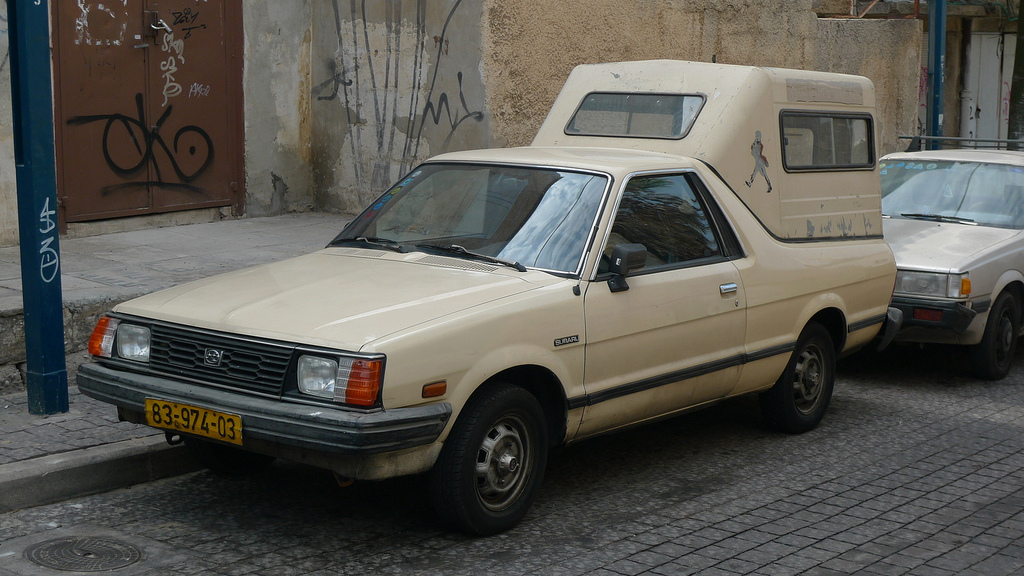

## 外部連結
- （日語）日本官方網站 （页面存档备份，存于）